# Mousehunt
Mousehunt is een slapstick-komische film uit 1997, geregisseerd door Gore Verbinski. De hoofdrollen werden vertolkt door Nathan Lane en Lee Evans.
In Nederland is de film zowel in de originele Engelstalige versie als in een nagesynchroniseerde versie uitgebracht. Deze laatste is bekend onder de Nederlandse titel Muizenjacht.

## Verhaal
De film draait om twee broers, Lars en Ernie Smuntz. Beiden zijn zonen van een rijke eigenaar van een touwfabriek, maar onderling verschillen de broers sterk. Daar waar Lars zijn vaders passie voor touw deelt, is Ernie meer geïnteresseerd in koken. Na de dood van hun vader erven de broers de fabriek en een oud landhuis buiten de stad waar hun vader nooit in heeft gewoond.
Het zit de broers niet mee. Ernie, die een luxe restaurant runt, krijgt die avond de burgemeester op bezoek. Deze eet per ongeluk een kakkerlak (die Ernie onbewust had meegenomen in een kist sigaren die hij van zijn vader erfde) en krijgt van schrik een fatale hartstilstand. Het schandaal maakt dat Ernie zijn restaurant moet sluiten. Lars krijgt ondertussen een royaal aanbod van een bedrijf dat geïnteresseerd is in de fabriek (die inmiddels antiek is en lang niet meer zo succesvol als vroeger). Lars weigert het bod echter omdat hij zijn vader op diens sterfbed had beloofd de fabriek nooit te zullen verkopen. Zijn vrouw, April, is woedend dat Lars zoveel geld afsloeg en zet hem de deur uit.
De broers ontmoeten elkaar in een café. Daar ze beiden geen huis meer hebben nemen ze noodgedwongen hun intrek in het oude huis dat ze hebben geërfd. Die nacht vinden ze de blauwdrukken van het huis en ontdekken zo dat het huis lang niet zo waardeloos is als ze dachten. Het huis blijkt te zijn gemaakt door een beroemde Franse architect en is in feite een verloren gewaand meesterwerk dat miljoenen kan opleveren. De broers besluiten het huis te renoveren en op een veiling te verkopen.
Er is echter een probleem: het huis heeft nog een inwoner, een bijzonder intelligente muis. De broers grijpen elk middel aan om de muis te verjagen, inclusief een kettingreactie van muizenvallen, een stofzuiger, een psychisch gestoorde kat (Catzilla genaamd) en een ongediertenexpert, maar de muis is hen telkens te slim af. Tot overmaat van ramp blijken de broers ook nog 1200 dollar hypotheek te moeten betalen, anders zal de bank beslag leggen op hun huis.
Ernie ontdekt het aanbod dat gedaan werd voor de fabriek en wil buiten Lars om de fabriek alsnog verkopen. De afspraak mislukt wanneer Ernie door een bus wordt aangereden. Lars' plan om het personeel van de fabriek te korten op hun salaris om zo de hypotheek te betalen draait ook op niets uit. De kansen van de broers keren echter wanneer April hoort van de veiling en beseft dat Lars binnenkort miljonair zal zijn. Ze neemt hem terug en betaalt de hypotheek voor hen.
Wanneer Lars ontdekt dat Ernie toch heeft geprobeerd de fabriek te verkopen en Ernie hoort dat Lars hem niet had verteld dat hij het aanbod van de mensen had geweigerd, krijgen de broers ruzie. Lars gooit woedend een sinaasappel naar Ernie, maar raakt per ongeluk de muis. De broers kunnen het niet over hun hart krijgen de bewusteloze muis dood te slaan. Daarom sturen ze hem in een kistje naar Fidel Castro, Havana, Cuba. Twee dagen later is de veiling. Tijdens de veiling ontdekt Lars dat het kistje uit Havana is terugkomen omdat er te weinig porto op zat. De muis is ondertussen alweer binnen. In een laatste wanhoopspoging laten Lars en Ernie de holle ruimtes van het huis vollopen met water. Dit plan werkt averechts; net als het bieden op 25 miljoen dollar staat wordt de druk van het water te groot en stort het hele huis in.
Teleurgesteld rijden de broers terug naar de fabriek. De muis lift mee onder de auto. In de fabriek laat de muis een stuk kaas in de touwmachine vallen en toont de broers zo hoe ze touw kunnen maken van kaas. De broers verbouwen de fabriek en beginnen een handel in kaastouw en andere kaasproducten. De muis krijgt de taak om de kaas te controleren.

## Rolverdeling
| Acteur             | Personage                            |
| ------------------ | ------------------------------------ |
| Nathan Lane        | Ernie Smuntz                         |
| Lee Evans          | Lars Smuntz                          |
| Vicki Lewis        | April Smuntz                         |
| William Hickey     | Rudolf Smuntz                        |
| Maury Chaykin      | Alex Falko                           |
| Michael Jeter      | Quincy Thorpe                        |
| Ian Abercombie     | Man van de veiling                   |
| Eric Christmas     | Advocaat van Smuntz                  |
| Christopher Walken | Caeser, de Verdelger                 |
| Ernie Sabella      | Maury, werknemer van het kattenasiel |
| Alex Koch          | Len, een fotograaf                   |
| Cliff Emmich       | Burgemeester McKringle               |

## Nederlandse nasynchronisatie
- Johnny Kraaykamp jr. - Ernie Smuntz
- Danny Rook - Lars Smuntz
- Wim van Rooij - Rudolf Smuntz
- Marlies Somers - April Smuntz
- Ger Smit - Burgemeester/Alexander Falko
- Fred Meijer - deurwaarder/Caesar

## Achtergrond
Gedurende de film is herhaaldelijk een portret van Lars' en Ernies vader te zien. De gezichtsuitdrukking op dit schilderij verandert voortdurend en past altijd bij de sfeer van de scène.
De muis in de film is bijzonder intelligent en lijkt de broers zelfs persoonlijk te kennen, hoewel ze elkaar nog nooit hebben gezien. Hij woont blijkbaar al een hele tijd in het huis, aangezien de vorige eigenaar (van wie Smuntz Sr. het huis kreeg) gevonden werd in een hutkoffer op zolder (wat later ook gebeurt met de ongediertenbestrijder). Een theorie is dat de muis de geest van Smuntz Sr. is. Meer waarschijnlijk is dat Smuntz jaren terug de muis al eens heeft ontmoet en, na te hebben beseft hoe intelligent het dier is, hem heeft gevraagd zijn zonen dichter bij elkaar te brengen. Op het eind van de film toont de muis hen immers hoe ze hun twee obsessies (touw en koken) perfect kunnen combineren.

## Prijzen/nominaties
- Key Art Award: Best of Show - Audiovisual (gewonnen)
- Saturn Award: Beste Fantasyfilm (genomineerd)
- Blimp Award: Favoriete dierenster "Muis" (genomineerd)
- WAC: beste gebruik van computeranimatie in een traditionele film door een professional(gewonnen)

## Trivia
- De Spaanse titel van de film is "Hard to Hunt" (Duro de Cazar), waarschijnlijk een referentie naar films als Die Hard (Duro de Matar) en Spy Hard (Duro de Espiar).
- Verschillende muizen moesten gebruikt worden voor de film (ongeveer 1 voor elke speciaal manoeuvre). Ook werd een computergeanimeerde muis gebruikt in enkele scènes.
- Gedurende de receptie vlak voor de veiling begroet Ernie een Sjeik met de woorden 'Hakuna Matata.' Dit is een referentie naar een lied uit de Disney-film De Leeuwenkoning, waarin (in de Engelstalige versie) Nathan Lane de stem van Timon deed.
- Dit is de eerste familiefilm van DreamWorks